# Côtes-de-Fer (ort)
Côtes-de-Fer är en ort i Haiti.   Den ligger i departementet Sud, i den sydvästra delen av landet, 80 km sydväst om huvudstaden Port-au-Prince. Côtes-de-Fer ligger 28 meter över havet och antalet invånare är 2 393.
Terrängen runt Côtes-de-Fer är huvudsakligen kuperad, men åt sydost är den platt. Havet är nära Côtes-de-Fer söderut.  Närmaste större samhälle är Fond des Blancs, 17,2 km nordväst om Côtes-de-Fer. Omgivningarna runt Côtes-de-Fer är en mosaik av jordbruksmark och naturlig växtlighet.